# Kobieta z torebką

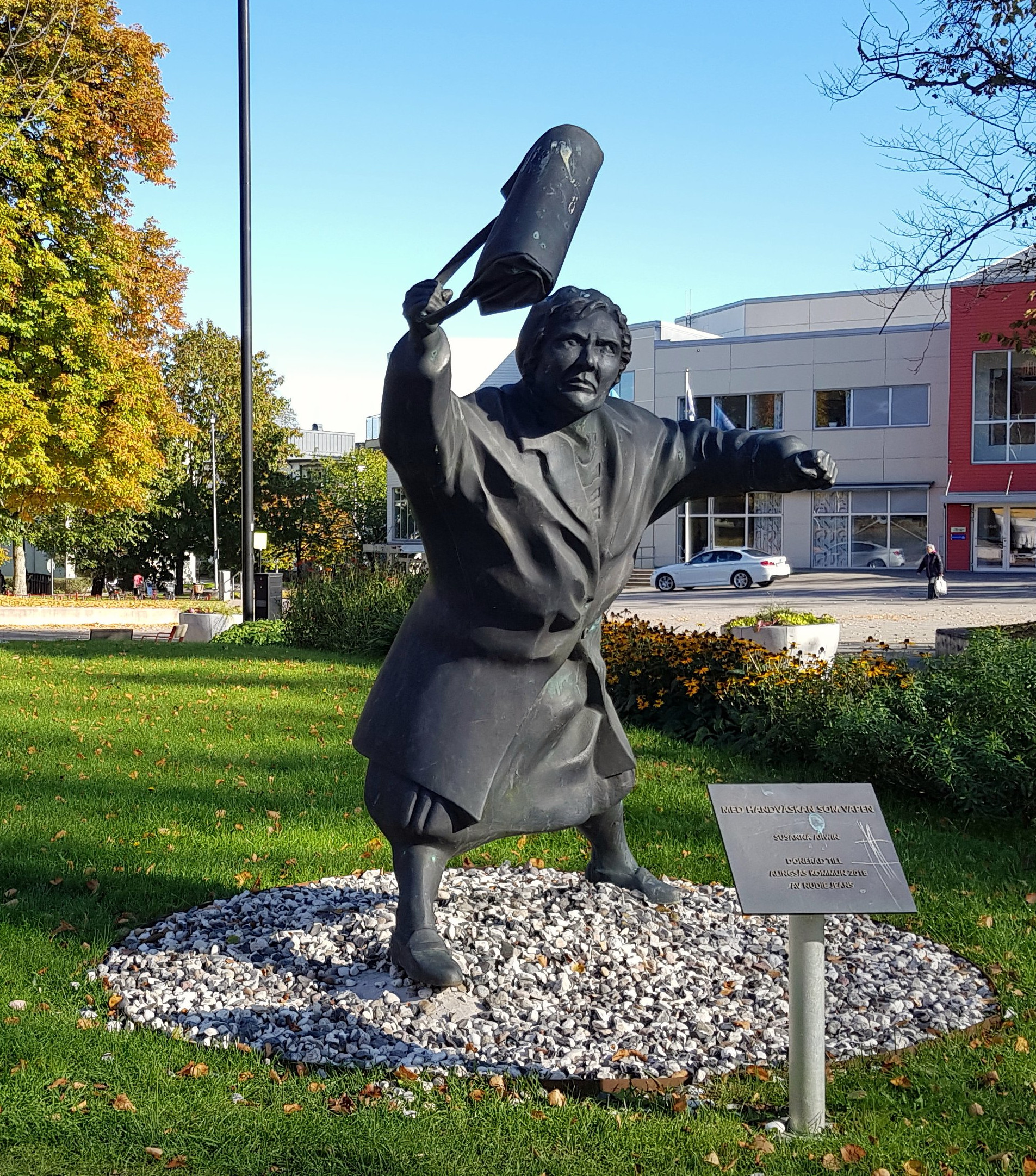
Posąg autorstwa Susanny Arwin (2005)

Kobieta z torebką (szw. Kvinnan med handväskan) – fotografia wykonana 13 kwietnia 1985 przez Hansa Runessona w Växjö, w południowej Szwecji.

## Opis
Fotografia przedstawia 38-letnią kobietę, uderzającą torebką skinheada, idącego z flagą w marszu zwolenników neonazistowskiej partii Nordiska rikspartiet (NRP). Fotografia została opublikowana następnego dnia w jednym z największych szwedzkich dzienników Dagens Nyheter, a następnie przedrukowana w kilku gazetach brytyjskich. Fotografii Runessona nadano w Szwecji tytuł zdjęcia roku 1985 (Årets Bild 1985), a później zdjęcia wieku przez magazyn Vi oraz Szwedzkie Stowarzyszenie Fotografii Historycznej.

## Tło
Neonazistowska partia Nordiska rikspartiet otrzymała od policji pozwolenie na demonstrację o godzinie 12.00 na Stortorget w Växjö. Partia Lewicy złożyła wniosek i otrzymała pozwolenie ma demonstrację tego samego dnia, w tym samym miejscu, o godzinie 11:00. Jeszcze przed rozpoczęciem demonstracji neonazistów 2500 mieszkańców Växjö, w tym kobieta z torebką, przegnało dziesięciu nazistów. Jeden z protestujących Nordyckiej Partii Narodowej został skopany do nieprzytomności, ale dalsze bicie zostało powstrzymane przez interwencję lewicowego aktywisty.

## Osoby na fotografii

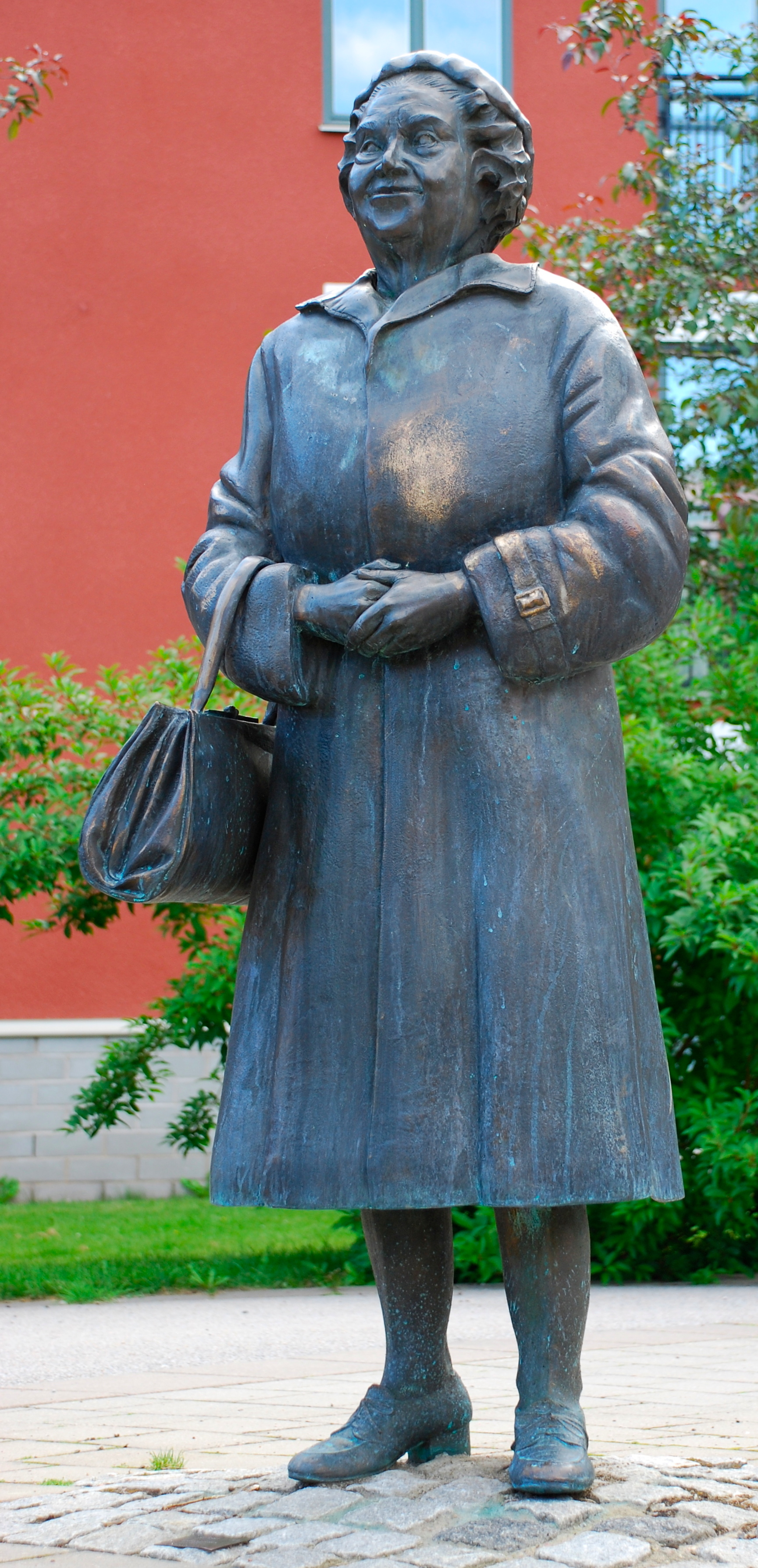
Posąg autorstwa Susanny Arwin w kampusie w Växjö

Kobieta na fotografii to Danuta Danielsson (nazwisko panieńskie Seń, ur. w Gorzowie Wielkopolskim 18 marca 1947, zm. w 1988 w Szwecji). Danielsson unikała wystąpień publicznych, w związku z czym niewiele jest informacji na jej temat. Wiadomo, że jej matka była w czasie II wojny światowej uwięziona w niemieckim obozie koncentracyjnym Majdanek. Sama Danuta Danielsson miała poznać swojego przyszłego męża – Szweda Björna Danielssona – na festiwalu muzycznym w Polsce w 1980 roku. Wzięli ślub w listopadzie tego roku w Gorzowie, a para przeniosła się do Szwecji w październiku 1982 roku.
Danielsson zdecydowała pozostać anonimowa po zdarzeniu, rzekomo z powodu obaw przed postępowaniem karnym i odwetem neonazistów. Chociaż w czasie wydarzenia miała zaledwie 38 lat, Danielsson zaczęła być postrzegana przez opinię publiczną jako tant („stara dama”). Słowo symbolizuje również „przyziemną i nieuznaną mądrość, odwagę cywilną i moralne wyrównanie”. Danielsson zmarła trzy lata po tym wydarzeniu. Przyczyną śmierci było samobójstwo, które Danielsson popełniła skacząc z wieży ciśnień w Växjö w 1988 roku.
Uderzonym torebką mężczyzna był Seppo Seluska, który przez policję opisany był jako „niebezpieczny przywódca, którego nie należy lekceważyć”. Jesienią 1985 roku zamordował w Göteborgu 62-letniego homoseksualnego mężczyznę pochodzenia żydowskiego, za co został skazany na pobyt w zamkniętym zakładzie psychiatrycznym. W latach 90. został skazany za napaść, a później za napaść i usiłowanie zabójstwa imigranta w Växjö. W 2004 roku skazano go za kolejne morderstwo.

## Upamiętnienie
W 2014 szwedzka rzeźbiarka, Susanna Arwin, wykonała miniaturowy posąg z brązu, wzorowany na fotografii. Powstała inicjatywa stworzenia rzeźby o naturalnych rozmiarach i ustawienia jej na Stortorget w Växjö. Projekt ten został 25 lutego 2015 jednogłośnie zablokowany przez lokalnych polityków argumentujących, że postawienie monumentu Danuty Danielsson może być promocją przemocy na tle politycznym. Powstaniu pomnika sprzeciwił się także jeden z jej bliskich krewnych oraz autor zdjęcia.
Decyzja radnych gminy Växjö wzbudziła dużo kontrowersji w Szwecji. W ramach protestu ludzie zaczęli zawieszać na pomnikach w całym kraju damskie torebki, a lokalni politycy m.in. w Göteborgu, Sigtunie i Uddevalli zadeklarowali, że chętnie ustawią posąg w swoich miastach.